# Орлич Больмарсич, Франсиско Хосе
Франсиско Хосе Орлич Больмарсич (исп. Francisco Jose Orlich Bolmarcich; 10 марта 1907, Сан-Рамон, Коста-Рика — 29 октября 1969, Сан-Хосе, Коста-Рика) — коста-риканский политик хорватского происхождения, президент Коста-Рики (1962—1966).

## Биография
По материнской линии происходил с хорватского острова Крк.
Получил образование в сфере бухгалтерии и торговли в США, где прожил четыре года после окончания обучения.
После возвращения на родину активно работал в семейном бизнесе.
В 1938—1940 годах — председатель родного муниципалитета Сан-Рамон.
В ходе гражданской войны 1948 года был командующим армии Национального Освобождения.
На протяжении всей своей карьеры являлся ближайшим сподвижником наиболее заметного политического деятеля Коста-Рики XX века Хосе Фигереса Феррера.
В 1940—1944, 1946—1948 и в 1953—1958 годах — депутат Законодательной Ассамблеи Коста-Рики.
В 1948—1949 и в 1953—1957 годы — министр общественных работ.
В 1955 году — Верховный командующий Вооруженными Силами во время вторжения никарагуанских войск.
В 1958 году неудачно участвовал в президентских выборах.
В 1962—1966 годах — президент Коста-Рики. На этом посту способствовал вступлению страны в Центральноамериканский общий рынок, завершил строительство национальной детской больницы и здания Верховного Суда, а также шоссе, соединяющего Сан-Хосе с международным аэропортом Хуан Сантамариа. Ускорил введение в эксплуатацию ряда объектов гидроэлектроэнергетики, построен коста-риканский нефтеперерабатывающий завод. В сфере управление он создал систему национального планирования, создав соответствующий орган власти. В то же время в стране обострились проблемы, связанные с дефицитом государственного бюджета, которые пришлось решать его преемнику на посту главы государства Хосе Хоакин Трехос Фернандесу.
В годы правления Орлич Больмарича усилилась сейсмическая активность вулкана Ирасу. Устранение последствий постоянных выбросов пепла требовало выделения серьёзных дополнительных бюджетных ассигнований. Для борьбы с чрезвычайными ситуациями президентом был создан департамент гражданской защиты населения.